# Locul fosilifer Carhaga
Locul fosilifer Carhaga (monument al naturii) este o arie protejată de interes național ce corespunde categoriei a III-a IUCN (rezervație naturală de tip paleontologic) situată în județul Brașov, pe teritoriul admninistrativ al comunei Racoș.  

## Localizare
Locul fosilifer Carhaga ocupă o suprafață de 1,60 ha în partea sud-estică a Transilvaniei (în zona de contact a Munților Perșani cu munții Harghitei și Baraoltului, lângă râul Olt) și cea nord-estică a județului Brașov, aproape de limita teritorială cu județul Covasna.

## Descriere
Rezervația naturală a fost declarată arie protejată prin Legea Nr.5 din 6 martie 2000, publicată în Monitorul Oficial al României, Nr.152 din 12 aprilie 2000 (privind aprobarea Planului de amenajare a teritoriului național - Secțiunea a III-a - zone protejate) este o zonă fosiliferă ce reprezintă două tipuri de interes: unul geologic pentru importanța stratelor marno-calcaroase, iar celălalt paleontologic, datorită existenței faunei de amoniți ce aparține intervalului Jurasicul Superior - Barremian Inferior.